# Antonina (Zołotariowa)
Antonina, imię świeckie Jelizawieta Pietrowna Zołotariowa (zm. 10 lipca 1904 w Wilnie) – rosyjska mniszka prawosławna, przełożona monasteru św. Marii Magdaleny w Wilnie w latach 1878-1900.

## Życiorys
Pochodziła z rodziny kupieckiej. Wykształcenie uzyskała na pensji w Moskwie. W 1841 została posłusznicą w monasterze św. Aleksego w Moskwie. Wieczyste śluby mnisze złożyła piętnaście lat później przed hieromnichem Grzegorzem. W 1865 razem z grupą mniszek z monasteru św. Aleksego przybyła do monasteru św. Marii Magdaleny, założonego rok wcześniej w Wilnie, którego przełożoną była inna była mniszka moskiewskiego klasztoru – ihumenia Flawiana. W monasterze w Wilnie mniszka Antonina objęła obowiązki ekonomki. W 1873 została nagrodzona krzyżem synodalnym.
W 1878, po śmierci ihumenii Flawiany, została nową przełożoną monasteru w Wilnie i w związku z tym otrzymała godność ihumeni. W 1887 została nagrodzona złotym krzyżem z ozdobami. Monasterem św. Marii Magdaleny kierowała do 1900, gdy dobrowolnie odeszła w stan spoczynku. Zmarła cztery lata później w wileńskim klasztorze i została pochowana w sąsiedztwie jego głównej cerkwi. Po tym, gdy kompleks klasztoru prawosławnego został oddany pierwotnym właścicielkom (zakonowi wizytek), nagrobek przeniesiono na cmentarz prawosławny w Wilnie.